# Livio Maitan
Livio Maitan, né le 1er avril 1923 à Venise, mort le 16 septembre 2004 à Rome, est un trotskiste italien, dirigeant de l'Associazione Bandiera Rossa (devenu Sinistra Critica actuellement) et du Secrétariat unifié de la Quatrième Internationale.

## Vie et carrière
Livio Maitan est diplômé en lettres classiques à l'université de Padoue. Il se politise pendant l'occupation de l'Italie par les nazis, et rentre dans les Jeunesses socialistes italiennes. En 1947 il rejoint la Quatrième Internationale, et devient l'un de ses dirigeants de 1951 jusqu'à la fin de sa vie. En 1948, il est membre de la direction du groupement communiste Fronte Democrazia Popolare.
Maitan fait partie du groupe qui mène la Quatrième Internationale pendant les difficiles années 1950-1960. Une première fois élu en 1951, il reste un membre de sa direction jusqu'à sa mort, réélu à chaque congrès.
Sa génération de militants est celle qui permet que soit transmis le programme marxiste révolutionnaire bien après la Seconde Guerre mondiale, et influence progressivement les jeunes activistes des années 1960. Maitan est très impliqué dans le mouvement étudiant italien entre 1969 et 1976, et inspire fortement les dirigeants révolutionnaires italiens, aussi bien dans le cadre de la Quatrième Internationale qu'à l'extérieur.
Dans les années 1970, il présente un sujet sur le sous-développement économique à l'école de sociologie de l'université de Rome « La Sapienza ». Il traduit et préface la plupart des écrits italiens de Léon Trotsky.
Il crée en 1982, avec Ernest Mandel et le soutien de la Quatrième Internationale (SU), l'Institut international pour la recherche et la formation.
En 1989, les Italiens membres de la Quatrième Internationale s'organisent autour du journal Bandiera Rossa en référence à l'Associazione Bandiera Rossa, qui fusionne avec Democrazia Proletaria (DP). Ils participent en 1991, avec DP, à la fondation du Parti de la refondation communiste (PRC). Maitan est réélu, à chaque congrès, à la direction du PRC de 1991 à 2002.
Gravement malade, il maintient tout de même sa participation aux instances dirigeantes de l'Internationale jusqu'à sa mort. Fanatique de football — et fidèle de la Lazio de Rome —, il y joue régulièrement jusqu'à ses 70 ans. Selon Alain Krivine, il « est difficile d’imaginer qu’on ne verra plus ce militant à la fois cultivé, plein d’humour et chaleureux. À l’opposé de la caricature que certains peuvent avoir du "dirigeant trotskyste" ».

## Travaux
Il existe une longue liste de ses écrits en italien. Les travaux traduits incluent son livre de 1976 sur la Révolution culturelle en Chine et l'histoire du Parti communiste italien, publié par l'Institut international pour la recherche et la formation en anglais et en français. En 2002 il écrit Per una storia della Quarta Internazionale (Roma, ed. Alegre), une histoire de la Quatrième Internationale.
Il a aussi écrit pour les journaux de la section italienne de la Quatrième Internationale (Bandiera Rossa et plus tard ERRE), du PRC (Liberazione) et de la Quatrième Internationale (Inprecor et International Viewpoint).
Dans une publication tardive (La Strada Percosa, « La Route prise »), Maitan fustige vivement le point de vue qui rendait « inévitable » la défaite du socialisme au XXe siècle, tout en expliquant que les possibilités pour son établissement étaient de nouveau ouvertes avec l'effondrement du stalinisme.
En 2007 le Centre d'études Livio Maitan est ouvert à Rome avec le soutien de nombreux académiciens dont Gilbert Achcar, Daniel Bensaïd, Tariq Ali, Alex Callinicos, Claudio Katz, Michael Löwy et Slavoj Žižek.